# An Zhengwen

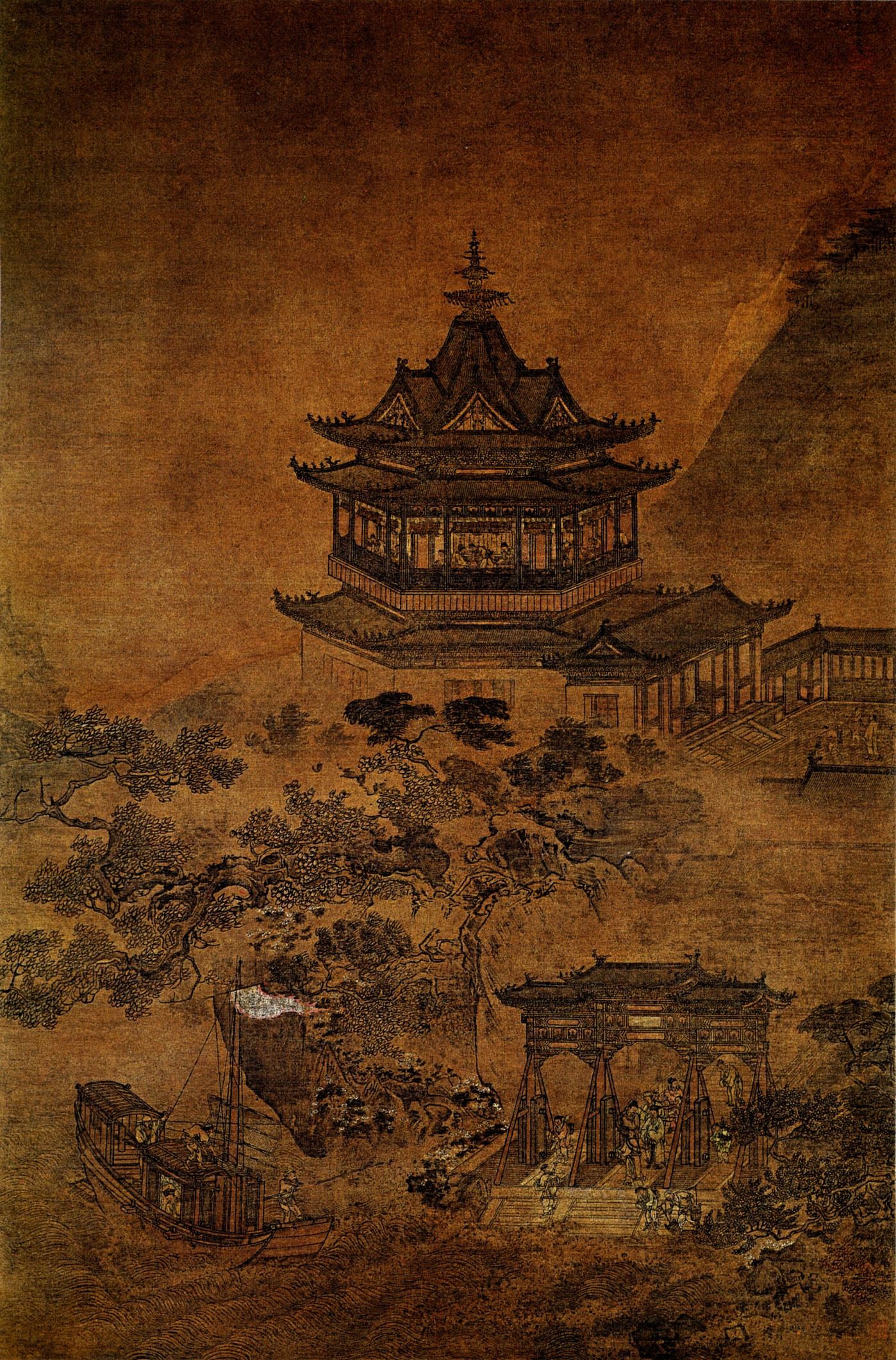
Torre Yueyang

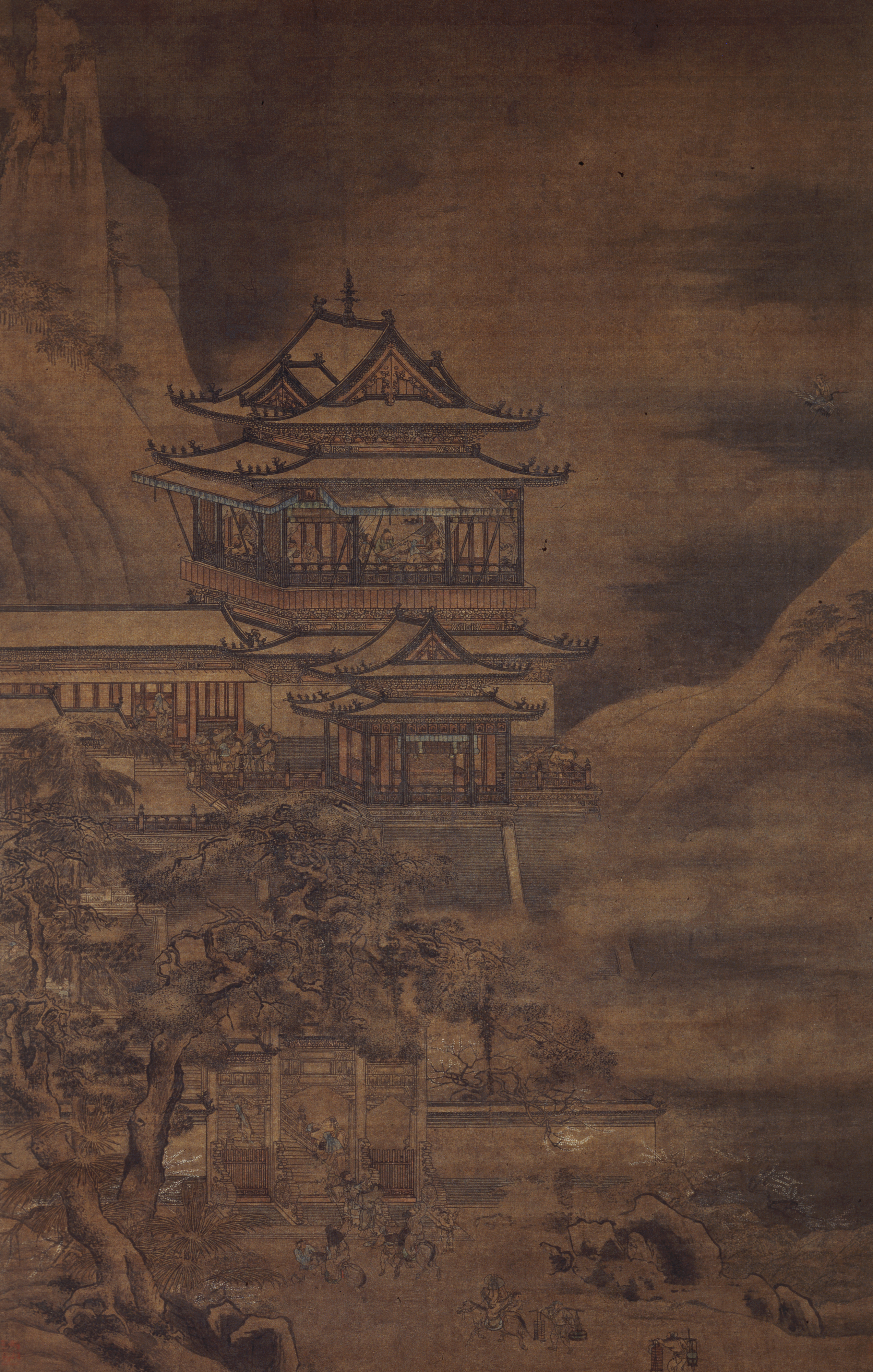
Torre de la Grua Groga

An Zhengwen (xinès tradicional: 安正文, xinès simplificat: 安正文, pinyin: Ān Zhèngwén; romanització Wade-Giles: An Cheng-wen); (dates de naixement i mort desconegudes) va ser un pintor imperial xinès durant la Dinastia Ming (1368–1644). An va nàixer a Wuxi i va ser conegut per pintar persones, paisatges, i edificis.